# コリン・エッグレスフィールド
コリン・エッグレスフィールド（Colin Egglesfield, 1973年2月9日 - ）は、アメリカ合衆国出身の俳優である。

## 出演作品

### テレビ
- リゾーリ&アイルズ ヒロインたちの捜査線（トミー・リゾーリ）
- クライアント・リスト
- Hawaii Five-0
- メルローズ・プレイス（オージー・カークパトリック）
- チャームド〜魔女3姉妹〜
- ギルモア・ガールズ

### 映画
- Something Borrowed/幸せのジンクス（デックス・セラー）
- ヴァンパイア 呪力転生
- ジョーズ 恐怖の12日間
- ストレンジャー・プロジェクト
- キミとボクとの距離
- バックトレース